# پویایی جنگل

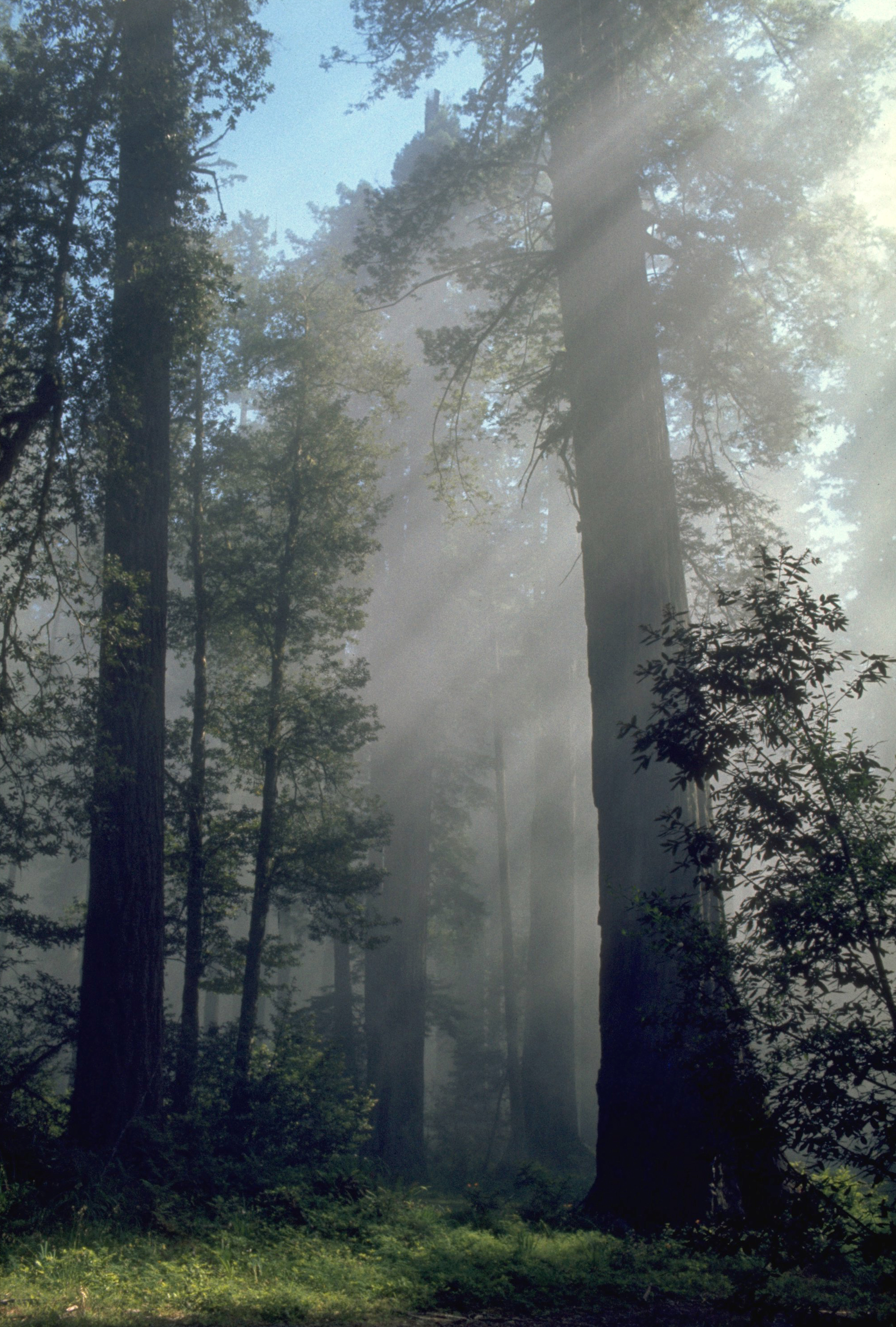
سکویای همیشه‌سبز، که می‌تواند ۱۰۰۰ تا ۲۰۰۰ سال عمر کند، در پارک‌های ملی و ایالتی ردوود

پویایی جنگل، نیروهای فیزیکی و بیولوژیکی اساسی هستند که یک بوم‌شناسی جنگل شکل داده و تغییر می‌دهند. وضعیت مداوم تغییر در جنگل‌ها را می‌توان با دو عنصر اساسی خلاصه کرد: اختلال و جانشینی.

## اختلال
اختلالات جنگل رویدادهایی هستند که باعث تغییر در ساختار و ترکیب اکوسیستم جنگل می‌شوند، فراتر از رشد و مرگ موجودات زنده. اختلالات می‌توانند از نظر فراوانی و شدت متفاوت باشند و شامل بلایای طبیعی مانند آتش‌سوزی، زمین‌لغزش، باد، فوران‌های آتشفشانی، برخورد شهاب‌سنگ‌های نادر، شیوع حشرات، قارچ‌ها و سایر عوامل بیماری‌زا، اثرات ناشی از حیوانات مانند سرشاخه‌خواری و لگدمال کردن آنها و اختلالات انسانی مانند جنگ، درخت‌بری، آلودگی، پاک‌تراشی برای شهرنشینی یا کشاورزی و معرفی گونه‌های مهاجم می‌شوند. همه اختلالات برای اکوسیستم کلی جنگل مخرب یا منفی نیستند. بسیاری از اختلالات طبیعی امکان تجدید و رشد را فراهم می‌کنند و اغلب مواد مغذی لازم را آزاد می‌کنند.
آشفتگی‌های کوچک‌مقیاس، کلید ایجاد و حفظ تنوع و ناهمگونی در یک جنگل هستند. اختلالات کوچک مقیاس، رویدادهایی مانند سقوط تک درخت هستند که شکاف‌هایی ایجاد می‌کنند که نور را از طریق تاج‌پوش به زیر درخت و کف جنگل می‌رساند. این نور موجود به گونه‌های مقاوم به سایه که در اوایل توالی رویش می‌کنند، اجازه می‌دهد تا در جنگل غالب ساکن شوند و جمعیتی را حفظ کنند که منجر به ساختار پیچیده موزاییک فضایی جنگل می‌شود که به عنوان جنگل کهن‌رشد شناخته می‌شود. این فرایند به عنوان پویایی‌شناسی لکه‌ای یا دینامیک شکاف شناخته می‌شود و در بسیاری از انواع جنگل‌ها، از جمله جنگل‌های گرمسیری، معتدل و شمالی، توصیف شده است.
مجموعه‌ها و الگوهای اختلالات طبیعی که یک منطقه یا اکوسیستم خاص را مشخص می‌کنند، به عنوان رژیم اختلال اکوسیستم شناخته می‌شوند. یک جامعه طبیعی ارتباط نزدیکی با رژیم اختلالات طبیعی خود دارد. برای مثال، جنگل‌های بارانی معتدل و شمالی معمولاً رژیم آشفتگی متشکل از رویدادهای با فراوانی بالا اما در مقیاس کوچک دارند که منجر به جنگلی بسیار پیچیده با درختان بسیار قدیمی می‌شود. در مقابل، جنگل‌هایی که رژیم اختلالی شامل رویدادهای شدید جایگزین درختان، مانند آتش‌سوزی‌های مکرر، دارند، ساختار یکنواخت‌تری دارند و درختان نسبتاً جوانی دارند.

## جانشینی

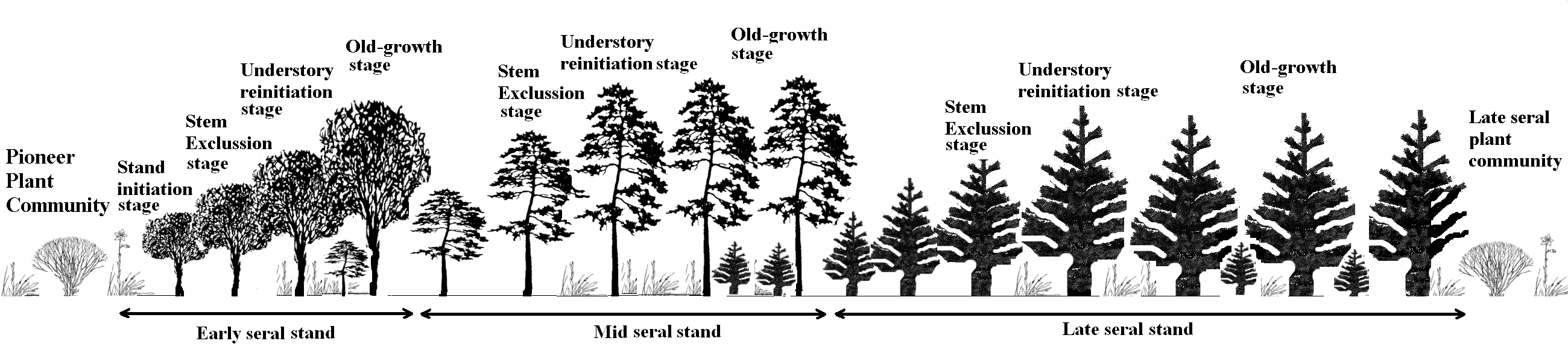
مراحل دینامیک پایه در طول توالی.

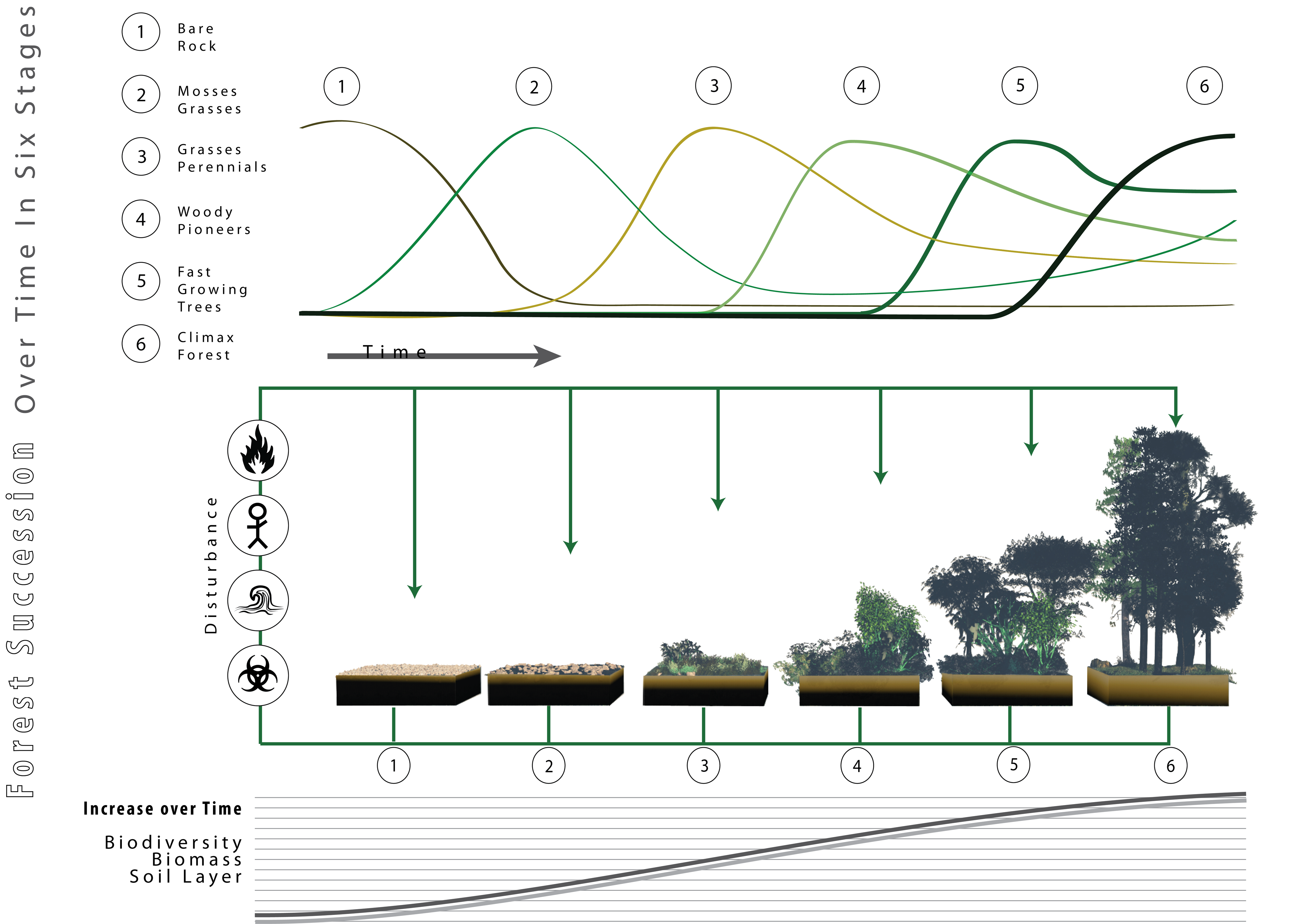
نموداری انتزاعی که توالی جنگل را در طول زمان نشان می‌دهد. افزایش زیست‌توده، تنوع زیستی و ضخامت خاک نیز نشان داده شده است، همچنین نوسانات جوامع گیاهی مختلف در طول فرایند جانشینی نیز نشان داده شده است.

توالی جنگل فرآیندی است که طی آن گونه‌ها پس از یک اختلال، خود را بازیابی و احیا می‌کنند. نوع اختلال، آب و هوا و شرایط آب و هوایی، وجود گونه‌های استعمارگر و تعاملات بین گونه‌ها، همگی بر مسیری که توالی طی خواهد کرد، تأثیر می‌گذارند. تنوع و ترکیب گونه‌ها در طول توالی تغییر می‌کند. مدل کلاسیک جانشینی به عنوان فلوریستیک رله شناخته می‌شود و به رله گونه‌های غالب اشاره دارد. پس از یک اختلال در جایگزینی توده، گونه‌های مقاوم به سایه تشکیل کلونی می‌دهند و به یک تاج غالب تبدیل می‌شوند، اما به دلیل عدم تحمل سایه، قادر به بازسازی زیر تاج خود نیستند؛ زیراشکوب (متشکل از گونه‌های مقاوم به سایه) به تدریج جایگزین تاج می‌شود و به دلیل تحمل سایه، می‌تواند زیر تاج خود بازسازی شود و بنابراین به گونه غالب تبدیل می‌شود. اغلب توالی به آن کاملی یا هدایت‌شده‌ای که مدل فلوریستیک رله‌ای توصیف می‌کند، نیست. گونه‌ها می‌توانند تا حدودی سایه را تحمل کنند و با بهره‌گیری از مقادیر کم نور که از طریق سایبان وارد می‌شود، زنده بمانند و اختلالات بیشتر می‌تواند شکاف‌های کوچکی ایجاد کند. این عوامل و عوامل دیگر می‌توانند منجر به ترکیبی از گونه‌های غالب و «پایان» نه چندان آشکاری برای توالی (جامعه اوج) شوند.
بسیاری از مسیرهای جانشینی از یک الگوی توسعه چهار مرحله‌ای اساسی پیروی می‌کنند. اولین مرحله از این مراحل، یعنی شروع رشد، پس از یک آشفتگی بزرگ رخ می‌دهد و شامل ورود بسیاری از گونه‌ها به منطقه‌ای با نور و مواد مغذی فراوان است. مرحله دوم، حذف ساقه، رشد و رقابت (زیست‌شناسی) این گونه‌ها را با کاهش منابع موجود توصیف می‌کند؛ احتمالاً یک یا چند گونه از رقابت خارج شده و غالب می‌شوند. مرحله سوم، یعنی شروع مجدد زیرآشکوب، شامل آشفتگی بیشتر و ایجاد شکاف‌ها است؛ در این مرحله، لایه‌بندی گسترش می‌یابد و لایه‌هایی از تاج پوشش، میان‌طبقه و زیرآشکوب ظاهر می‌شوند. مرحله نهایی، که به عنوان رشد کهن شناخته می‌شود، گسترش و تکمیل احیای زیر اشکوب است؛ یک جنگل پیچیده چند ساله و چند لایه توسعه یافته است.

## با در نظر گرفتن تغییرات اقلیمی
جنگل‌ها به آب و هوا حساس هستند و بنابراین تغییر اقلیم می‌تواند تأثیر زیادی بر پویایی اکوسیستم داشته باشد. افزایش سطح دی‌اکسید کربن می‌تواند بهره‌وری و رشد درختان را افزایش دهد، که با محدود شدن سایر مواد مغذی، این امر کاهش می‌یابد. تغییرات دما و بارندگی می‌تواند بر موفقیت گونه‌های مختلف و مجموعه گونه‌های حاصل از آن تأثیر بگذارد. بسیاری از عوامل تغییر اقلیم می‌توانند بر رژیم اختلال اکوسیستم نیز تأثیر بگذارند و جنگل را کم و بیش مستعد اختلالات مختلف کنند و پس از یک اختلال، بهبودی را تغییر دهند یا حتی از آن جلوگیری کنند.

## اهمیت
جنگل‌ها خدمت بوم‌سازگان بسیاری از جمله چوب، آب شیرین، ذخیره کربن و مناطق تفریحی را ارائه می‌دهند. برای حفظ این خدمات، در کنار زیستگاه طبیعی و تنوع زیستی که جنگل‌ها فراهم می‌کنند، درک پویایی‌هایی که جنگل‌ها را ایجاد و حفظ می‌کنند، در اولویت است. عملیات جنگل‌داری و جنگل‌ورزی نیازمند درک کاملی از پویایی جنگل است تا بتوان تکنیک‌های مدیریتی و حفاظتی مؤثری را پیاده‌سازی کرد.